# Дислерис, Симонас
Симонас Дислерис (лит. Simonas Disleris, 11 сентября 1908, Вильнюсский район — ?) — литовский и советский шахматист, кандидат в мастера спорта.
Многократный участник чемпионатов Литвы и Литовской ССР. Главное достижение в национальном чемпионате — бронзовая медаль в 1938 г. (разделил 2—3 места с Р. Арлаускасом и уступил ему по коэффициенту Бергера). Также завоевал бронзовую медаль в чемпионате Литовской ССР 1948 г.
В составе сборной Литвы участник международного матча со сборной Латвии 1937 г. В составе сборной Литовской ССР участник командного чемпионата СССР 1948 г.
Участник отборочных соревнований чемпионатов СССР.
До начала Великой Отечественной войны проживал в Каунасе. Во время войны был в эвакуации в Ташкенте. Завоевал серебряную медаль в чемпионате Узбекской ССР 1944 г. После окончания войны вернулся в Литовскую ССР, жил в Вильнюсе.

## Основные спортивные результаты
| Год  | Город   | Соревнование                                                | + | − | = | Результат | Место |
| ---- | ------- | ----------------------------------------------------------- | - | - | - | --------- | ----- |
| 1933 | Каунас  | Чемпионат Литвы                                             |   |   |   | 3½ из 14  | 6—8   |
| 1934 | Каунас  | Чемпионат Литвы                                             |   |   |   | 3½ из 10  | 6     |
| 1935 | Каунас  | Чемпионат Литвы                                             |   |   |   | 5½ из 12  | 7—8   |
| 1937 | Каунас  | Чемпионат Литвы                                             |   |   |   | 4½ из 10  | 8     |
|      | Рига    | Матч Латвия — Литва (против В. Межгайлиса)                  |   | 1 |   |           |       |
| 1938 | Каунас  | Чемпионат Литвы                                             | 6 | 2 | 3 | 7½ из 11  | 2—3   |
| 1941 | Каунас  | Чемпионат Литовской ССР                                     | 3 | 3 | 6 | 6 из 12   | 6—8   |
| 1944 | Ташкент | Чемпионат Узбекской ССР                                     |   |   |   |           | 2     |
| 1947 | Вильнюс | Чемпионат Литовской ССР                                     | 5 | 5 | 3 | 6½ из 13  | 7     |
| 1948 | Вильнюс | Чемпионат Литовской ССР                                     | 9 | 2 | 4 | 11 из 15  | 3—4   |
|      | Москва  | Командный чемпионат СССР (сборная Литовской ССР, 5-я доска) | 1 | 3 | 2 | 2 из 6    |       |
| 1949 | Вильнюс | Чемпионат Литовской ССР                                     | 8 | 3 | 5 | 10½ из 16 | 5     |
| 1950 | Вильнюс | Чемпионат Литовской ССР                                     | 3 | 8 | 3 | 4½ из 14  | 12    |
| 1951 | Вильнюс | Чемпионат Литовской ССР                                     | 2 | 4 | 8 | 6 из 14   | 9—10  |
| 1952 | Вильнюс | Чемпионат Литовской ССР                                     | 6 | 5 | 2 | 7 из 13   | 6—7   |
|      | Москва  | Четвертьфинал 21-го чемпионата СССР                         |   |   |   | 3 из 15   | 15—16 |
| 1953 | Вильнюс | Чемпионат Литовской ССР                                     | 7 | 5 | 5 | 9½ из 17  | 8     |
| 1954 | Вильнюс | Чемпионат Литовской ССР                                     | 6 | 6 | 4 | 8 из 16   | 8—10  |
| 1956 | Каунас  | Чемпионат Литовской ССР                                     | 1 | 6 | 7 | 4½ из 14  | 12    |
| 1958 | Вильнюс | Чемпионат Литовской ССР                                     | 4 | 8 | 3 | 5½ из 15  | 10—13 |